# 櫻井芳生
櫻井 芳生 （さくらい よしお、1962年1月9日- ）は、日本の社会学者。鹿児島大学教授。専攻は非論理社会学。

## 人物・略歴
東京都立上野高等学校卒業。一橋大学社会学部卒業。東京大学大学院社会学研究科博士課程単位取得満期退学。鹿児島大学法文学部助教授、教授。
所属学会
日本社会学会、数理社会学会 
専門分野 
メディア文化論、社会システム論、現代文化論 
研究テーマ
○ゲーム理論と文化 ○進化論とメディア社会学 ○文化的稀少性 ○コミュニケーションと社会システム論 ○規範と権力 

## 著書
- 『へこみそうなあなたのための就活ぶっちゃけ成功ゼミ コンピ採用・SPI2面接完全対応!』光文社, 2005
- 『与古為新 南からの社会学・インタビュー編 : furuki ni azukari atarashiki wo nasu』櫻井芳生 著. 南日本新聞社, 2014

共著
- 『与古為新 南からの社会学・インタビュー編 : furuki ni azukari atarashiki wo nasu Part 2』櫻井庸子共著. 南日本新聞社, 2019.1